# Бульвар Шевченко (Мариуполь)
Бульва́р Шевче́нко (укр. Бульвар Шевченка) — улица города, расположенная в западно-восточном направлении на 1-2 км к северу от исторического центра города, соединяет густонаселённые жилые массивы Центрального района Мариуполя: «Западный», «Кировский», 17-й микрорайон, а также Запорожское шоссе с крупным промышленным предприятием «Азовсталь» и Левобережным районом, образуя при пересечении реки Кальмиус крупный путепровод, пропускающий внутригородской (все виды транспорта, в том числе троллейбусы, трамваи) и транзитный транспорт.
Протяжённость бульвара около 5,5 км.
На участках с частным сектором (между проспектами Строителей и Металлургов — «Новосёловка») бульвар Шевченко часто называют улицей.
Количество разделённых проезжих частей варьирует от одной (на Новосёловке) до пяти (в районе массива «Западный» и 17-го микрорайона), где бульвар Шевченко образует крупную автомагистраль шириной до 200 м. На всём протяжении бульвара проложены трамвайные рельсы.
Ранее бульвар назывался Бахчисарайской улицей.

## Достопримечательности
- Главные проходные комбината «Азовсталь»
- Мост через реку Кальмиус («Пост-мост»)
- Здание «ООО Стел» — «Торговые Евро Системы» и «ООО Domini» — «ООО Кронас»
- Супермаркет «Сильпо» (Ранее Супермаркет «IMAGO»)
- Супермаркет «Брусничка»(бывший «Наш Край», «Виват», бывший Кировский универсам)
- Памятник Т. Г. Шевченко
- Универмаг «Орбита»

## Пересечения с улицами
- ул. Торговая
- ул. Греческая
- ул. Куинджи
- просп. Металлургов
- ул. Казанцева
- пер. Лучевая (бывшая Халтурина)
- пер. Шевченко
- ул. Уютная (бывшая Чапаева)
- ул. Софьи Ковалевской
- ул. Франко (бывшая Фрунзе)
- ул. Шота Руставели
- ул. Кренкеля
- ул. Кооперативная
- ул. Полевая
- просп. Строителей
- ул. 9-й Авиадивизии
- ул. Михаила Грушевского
- ул. Куприна
- Запорожское шоссе (продолжение на запад)